# Jantra
Die Jantra (bulgarisch Янтра, lateiniasch Iatrus) ist ein Nebenfluss der Donau in Nordbulgarien. Sie ist 285 km lang und entwässert ein Gebiet von 7.862 km² und hat damit das größte Wassereinzugsgebiet in Nordbulgarien.
Die Quelle liegt im mittleren Balkangebirge (Средна Стара планина) am Nordhang des Gipfels Hadschi Dimitar (Хаджи Димитър) 1.340 m ü. d. M. Am Oberlauf der Jantra wird sie häufig mit ihrem alten Namen Etar (Етър) bezeichnet, wonach auch ein Freilichtmuseum benannt ist. Am Oberlauf ist das Ufer vorwiegend von Eichen gesäumt.
An den Ausläufern des Balkangebirges fließt die Jantra durch mehrere enge Schluchten. Der größte Durchbruch – in der historischen bulgarischen Hauptstadt Weliko Tarnowo – hat eine Länge von 7 km. Ab hier ist der Fluss schiffbar.
In der Antike hieß die Jantra Athrys, Iatros (lateinisch Iatrus) oder Ieterus. Sie fließt bei dem ehemaligen römischen Kastell Iatrus/Krivina nahe der Stadt Swischtow in die Donau.
Sie ist der drittlängste Zufluss der Donau in Bulgarien (nach Iskar und Ossam).
Der Fluss ist seit 2004 Namensgeber für die Yantra Cove, einer Bucht der Livingston-Insel in der Antarktis.

## Hauptzuflüsse
- Rosiza (Росица)
- Lefedscha (Лефеджа)
- Dschjulniza (Джулюница)

## Städte an der Jantra
- Gabrowo (Габрово)
- Weliko Tarnowo (Велико Търново)
- Gorna Orjachowiza (Горна Оряховица)
- Polski Trambesch (Полски Тръмбеш)
- Bjala (Бяла)